# Президентские выборы в Алжире (2004)
Президентские выборы в Алжире прошли 8 апреля 2004 года. Президент Абдель Азиз Бутефлика был переизбран президентом при явке 58,1 %.

## Наблюдатели
Выборы 2004 года проходили после более, чем декады гражданского конфликта в Алжире. За ходом выборов наблюдало около 130 официальных наблюдателей, в том числе от Лиги арабских стран, Африканского союза, ООН, Европейского парламента и ОБСЕ. Представитель ОБСЕ заявил, что его делегация не зафиксировала очевидных нарушений и, что результаты выборов в целом отражают мнение народа Алжира.
По решению Берберского гражданского движения Аруш кабилы бойкотировали выборы, лишь около 10 % из них проголосовали.

## Результаты
Результаты президентских выборов в Алжире 8 апреля 2004 года
| Кандидат — Партия                                                   | Кандидат — Партия                                                | Голоса     | %     |
| ------------------------------------------------------------------- | ---------------------------------------------------------------- | ---------- | ----- |
|                                                                     | Абдель Азиз Бутефлика — Национальное демократическое объединение | 8 651 723  | 85,0  |
|                                                                     | Али Бенфлис — Фронт национального освобождения                   | 653 951    | 6,4   |
|                                                                     | Джахид Юнси — Движение за национальную реформу                   | 511 526    | 5,0   |
|                                                                     | Саид Сади — Объединение за культуру и демократию                 | 197 111    | 1,9   |
|                                                                     | Луиза Ханун — Рабочая партия                                     | 101 630    | 1,0   |
|                                                                     | Али Фавзи Ребаин — Ahd 54                                        | 63 761     | 0,6   |
|                                                                     | Недействительных бюллетеней                                      | 329 075    | —     |
|                                                                     | Действительных бюллетеней                                        | 10 508 777 | 100,0 |
| Всего (явка 58,1 %)                                                 | Всего (явка 58,1 %)                                              | 18 097 255 |       |
| Источник: IFES Архивная копия от 21 февраля 2014 на Wayback Machine |                                                                  |            |       |